# HD183552
HD183552 — хімічно пекулярна зоря спектрального класу A6, що має видиму зоряну величину в смузі V приблизно  5,7.
Вона  розташована на відстані близько 405,2 світлових років від Сонця.